# .pro
.pro (profesional) es un dominio de internet de nivel superior. Fue creado en 2002 y es operado por la empresa Registry Services Corporation. La intención de este dominio es dar una señal a las personas que visitan la página de que el dueño del sitio es un profesional con credenciales válidas, pero igualmente .pro.
Los dominios .pro al principio eran muy restrictivos en cuanto a su precio, actualmente sin embargo son bastante accesibles
El dominio .pro tenía tres subdominios o dominios de segundo nivel: .law.pro, .med.pro, y .cpa.pro, reservados para licenciados universitarios los cuales eran abogados, médicos y contadores públicos, respectivamente.
El 14 de marzo de 2008 el ICANN aprueba modificar los términos de registro de los .PRO , ampliando las profesiones/titulaciones universitarias reconocidas para así hacer posible que cualquier persona licenciada independientemente de su licenciatura y nacionalidad pueda poseer su propio dominio .PRO. Durante el 2008, se abrió un plazo de 60 días para recibir comentarios.